# Championnat de La Réunion de football 2008
Navigation
Édition précédente Édition suivante
Le Championnat de La Réunion de football 2008 est la 58e édition de la compétition.

## Clubs participants
- SS Gauloise (Bras Panon)
- AS Chaudron
- SS Jeanne d'Arc (Le Port)
- US Stade Tamponnaise (Le Tampon)
- FC Avirons
- Saint-Denis FC
- US Sainte-Marienne
- JS Saint-Pierroise
- AS Marsouins (Saint-Leu)
- SS Saint-Louisienne (Saint-Louis)
- SS Rivière Sport (Saint-Louis)
- Trois-Bassins FC
- SS Capricorne (Saint-Pierre)
- AS Excelsior (Saint-Joseph)

## Classement
| Rang | Équipe                   | Pts | J  | G  | N  | P  | Bp | Bc | Diff |
| ---- | ------------------------ | --- | -- | -- | -- | -- | -- | -- | ---- |
| 1    | JS Saint-Pierroise (C)   | 88  | 26 | 18 | 5  | 2  | 57 | 15 | +42  |
| 2    | US Stade Tamponnaise (T) | 87  | 26 | 17 | 7  | 1  | 65 | 12 | +53  |
| 3    | AS Excelsior             | 81  | 26 | 16 | 6  | 3  | 42 | 15 | +27  |
| 4    | US Sainte-Marienne       | 68  | 26 | 10 | 9  | 6  | 42 | 29 | +13  |
| 5    | SS Jeanne d'Arc          | 63  | 26 | 11 | 4  | 10 | 23 | 26 | -3   |
| 6    | SS Capricorne            | 59  | 26 | 8  | 8  | 9  | 24 | 29 | -5   |
| 7    | AS Marsouins             | 58  | 26 | 8  | 8  | 10 | 32 | 38 | -6   |
| 8    | Saint-Denis FC           | 57  | 26 | 8  | 7  | 9  | 27 | 37 | -10  |
| 9    | FC Avirons               | 54  | 26 | 7  | 7  | 11 | 24 | 36 | -12  |
| 10   | SS Rivière Sport         | 52  | 26 | 6  | 8  | 8  | 19 | 37 | -18  |
| 11   | SS Gauloise              | 50  | 26 | 4  | 13 | 9  | 20 | 31 | -11  |
| 12   | Trois-Bassins FC (P)     | 49  | 26 | 5  | 8  | 13 | 18 | 42 | -24  |
| 13   | SS Saint-Louisienne      | 48  | 26 | 5  | 7  | 14 | 26 | 35 | -9   |
| 14   | AS Chaudron (P)          | 41  | 26 | 2  | 9  | 15 | 19 | 56 | -37  |

|  | Champion de La Réunion et qualification pour la Ligue des Champions de la CAF 2009 |
|  | Qualification pour la Coupe de la CAF 2009                                         |
|  | Relégation en 2e division                                                          |

À la suite de cette saison, la SS Saint-Louisienne et l'AS Chaudron sont relégués, car respectivement treizième et quatorzième du championnat de D1P, la St-Pauloise FC première de D2R accompagnée par le CO-Terre Sainte, son dauphin, sont promus pour la saison 2009 du Championnat de La Réunion de football 2009 de D1P.

## Meilleurs buteurs
| Rang | Joueur          | Club                 | Buts |
| 1    | Quentin Boesso  | JS Saint-Pierroise   | 23   |
| 2    | Mamoudou Diallo | US Stade Tamponnaise | 21   |
| 3    | Gabriel Pigrée  | US Sainte-Marienne   | 13   |
| 4    | Mickaël Marque  | US Stade Tamponnaise | 11   |
| 5    | Britton         | AS Excelsior         | 10   |
| 5    | Dominique Sadon | Trois-Bassins FC     | 10   |